# Laia Parera
Laia Parera (Barcelona, 9 de septiembre de 2001) es una futbolista española. Juega como defensa en el Deportivo Alavés Gloriosas de la Primera Federación de España. 

## Trayectoria
Empezó a jugar al fútbol a los 10 años tras ver a su hermano mayor jugar. Pasó por el Sant Andreu y el Damm antes de llegar al Levante Las Planas, con el que ascendió en dos ocasiones hasta llegar a la Primera División, donde jugó 23 encuentros en la temporada 2022-23.
En verano de 2023 fichó por el Atlético de Madrid B de la Primera Federación, que en su anuncio señaló que «destaca por su atrevimiento con el balón y por su desequilibrio. Su gran nivel con ambas piernas la permite ser una lateral polivalente y poder jugar tanto por el lado derecho como el izquierdo.» Durante la pretemporada entrenó y jugó con el primer equipo. Fue titular en el Atlético de Madrid B, y contribuyó a la permanencia del filial rojiblanco en la Segunda División.
En julio de 2024 fichó por el Deportivo Alavés Gloriosas.

## Estadísticas

### Clubes
Actualizado al último partido jugado el 27 de abril de 2024.
| Club | Div.          | Temporada     | Liga  | Liga  | Liga   | Copas nacionales(1) | Copas nacionales(1) | Copas nacionales(1) | Copas internacionales(2) | Copas internacionales(2) | Copas internacionales(2) | Total | Total | Total  | Media goleadora(3) |
| Club | Div.          | Temporada     | Part. | Goles | Asist. | Part.               | Goles               | Asist.              | Part.                    | Goles                    | Asist.                   | Part. | Goles | Asist. | Media goleadora(3) |
| --- | ------------- | ------------- | ----- | ----- | ------ | ------------------- | ------------------- | ------------------- | ------------------------ | ------------------------ | ------------------------ | ----- | ----- | ------ | ------------------ |
| Levante Las Planas · España |               |               |       |       |        |                     |                     |                     |                          |                          |                          |       |       |        |                    |
| 2ª. RFEF | 2020-21       |               |       |       | -      | -                   | -                   | -                   | -                        | -                        |                          |       |       |        |                    |
| 2.ª | 2021-22       | 30            | 1     |       | -      | -                   | -                   | -                   | -                        | -                        | 30                       | 1     |       | 0.03   |                    |
| 1.ª | 2022-23       | 21            | 0     | 0     | 2      | 0                   | 0                   | -                   | -                        | -                        | 23                       | 0     | 0     | -      |                    |
| Total club | Total club    | 51+           | 1+    |       | 2      | 0                   | 0                   |                     |                          |                          | 53+                      | 1+    |       | 0.02   |                    |
| Atlético de Madrid B · España |               |               |       |       |        |                     |                     |                     |                          |                          |                          |       |       |        |                    |
| 2.ª | 2023-24       | 20            | 2     |       | -      | -                   | -                   | -                   | -                        | -                        | 20                       | 2     | -     | 0.10   |                    |
| Total club | Total club    | 20            | 2     |       | -      | -                   | -                   | -                   | -                        | -                        | 20                       | 2     | -     | 0.10   |                    |
| Total carrera | Total carrera | Total carrera | 71    | 3     | 0      | 2                   | 0                   | 0                   |                          |                          |                          | 73    | 3     | 0      | 0.04               |
| (1) Incluye datos de Copa de la Reina y la Supercopa. (2) Incluye datos de Liga de Campeones Femenina de la UEFA. (3) No incluye goles en partidos amistosos. |               |               |       |       |        |                     |                     |                     |                          |                          |                          |       |       |        |                    |